# Short Kent
El Short S.17 Kent fue un hidrocanoa biplano de pasajeros de lujo británico, de cuatro motores y 15 asientos, diseñado y construido por Shorts para cubrir un requisito de Imperial Airways de un avión con mayor alcance que el Short Calcutta. El nuevo avión debía tener alcance suficiente para volar la etapa desde Mirabella, Creta, hasta Alejandría, en Egipto, sin necesidad de hacer escalas para repostar en territorio colonial italiano, debido a una disputa política que había llevado al gobierno italiano a prohibir la entrada de aviones británicos en sus puertos.
Se construyeron tres aviones, recibiendo cada uno su propio nombre: Scipio, Sylvanus y Satyrus; dentro de Imperial Airlines se los conocía colectivamente como hidrocanoas Scipio Class (Clase Scipio). Cada uno tenía una tripulación de tres personas (dos pilotos y un operador de radio/navegante) y un auxiliar, cuya tarea consistía en preparar comidas y refrigerios ligeros para los pasajeros.

## Diseño y desarrollo

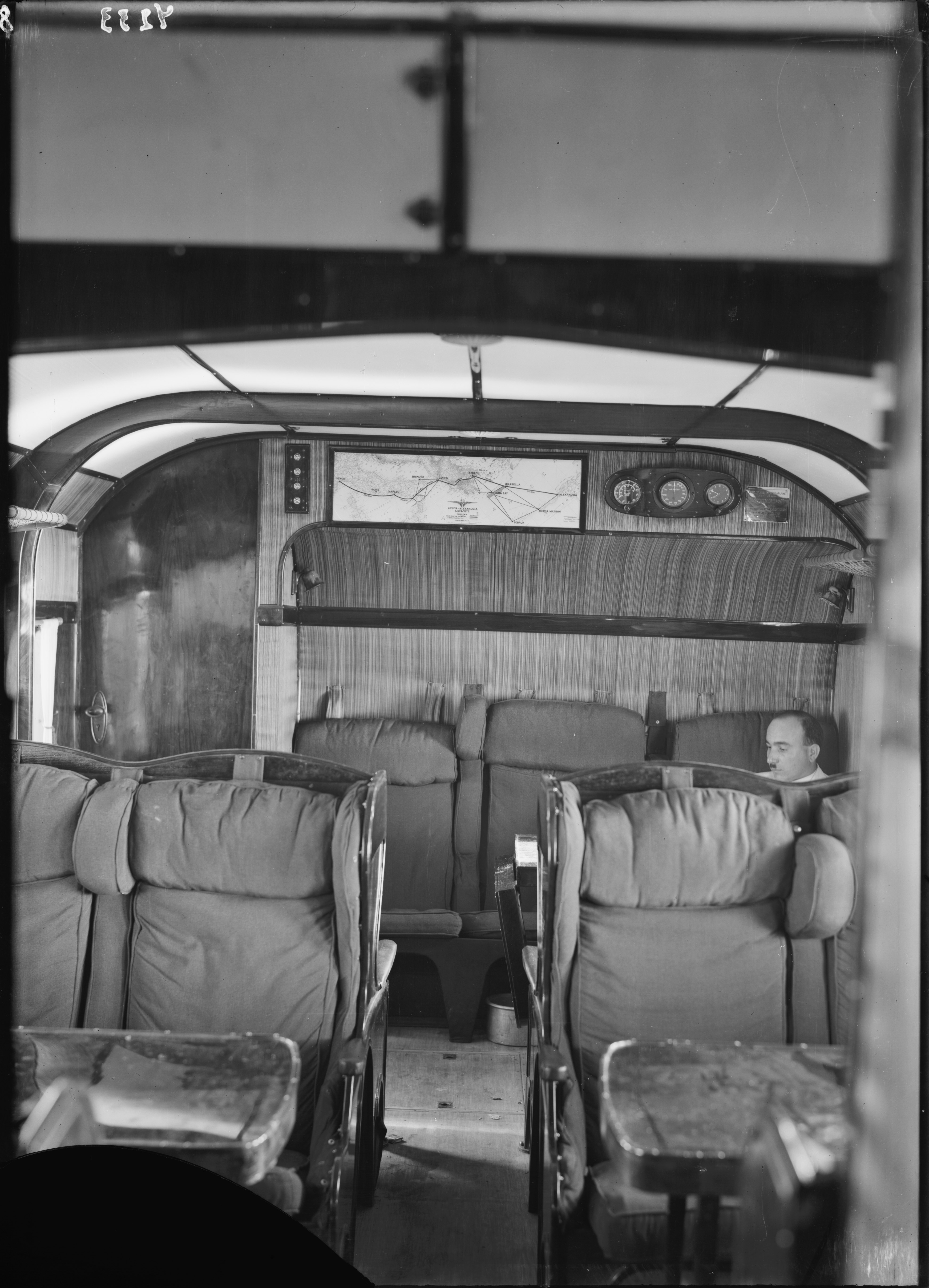
Cabina de pasajeros del Satyrus.

El hidrocanoa Short Kent era esencialmente una versión ampliada con cuatro motores del Calcutta, con la misma capacidad de transporte de pasajeros, pero con una mayor carga útil para correo y combustible. Estaba propulsado por cuatro motores radiales Bristol Jupiter XFBM montados sobre puntales verticales entre los planos superior e inferior.
Las alas se construyeron utilizando largueros de caja de duraluminio corrugado y conjuntos de costillas tubulares, con un recubrimiento de tela y alerones Frise en las alas superior e inferior. Existían pasarelas de duraluminio que permitían un fácil acceso a los motores para el mantenimiento. La unidad de cola constaba de estabilizadores horizontales arriostrados y verticales monoplano; el plano de cola estaba equipado con compensadores asistidos tipo Flettner para la compensación, como los instalados en el Short Scylla, que tenía las mismas alas y cola que el Kent.
El fuselaje de duraluminio anodizado estaba montado debajo del ala inferior, con la parte inferior del casco de acero inoxidable (como en el Singapore II) con un rediente principal transversal. El uso de acero inoxidable reducía la frecuencia de las inspecciones terrestres del casco. Se habían resuelto los problemas de corrosión bimetálica experimentados en el casco del Singapore II; Short Brothers se convirtió en la primera empresa en dominar la técnica de construcción de flotadores de hidroaviones y cascos de hidrocanoas con esta combinación de metales.
Se instaló un gancho de liberación rápida (controlado por los pilotos), que permitía al capitán arrancar, calentar y (cuando fuera necesario) hacer funcionar los cuatro motores a máxima potencia de despegue mientras la aeronave todavía estaba sujeta a la boya de amarre.
Se requirió el máximo confort para los pasajeros y la tripulación: la cabina de pasajeros del Kent tenía 2,59 m de ancho y 4,27 m de largo. Los asientos estaban dispuestos en cuatro filas de pares enfrentados, con un pasillo central, estilo Pullman. La despensa de la azafata, situada en el lado de babor trasero de la cabina de pasajeros, estaba equipada con estufas de aceite de dos quemadores en las que las azafatas (y los asistentes de los pasajeros valiosos) podían cocinar durante el vuelo. El inodoro y aseo estaban frente a la despensa; el compartimento de correo y carga estaba más a popa.
Se prestó especial atención a los niveles sonoros en la cabina de pasajeros y en los puestos de la tripulación; en consecuencia, los motores estaban equipados con anillos colectores de escape y largos tubos de escape, para reducir el ruido de escape dentro del casco.
La cabina, para dos pilotos, estaba completamente cerrada (a diferencia de la del Calcutta) con un puesto del radio oficial separado, directamente detrás de la cabina.

## Historia operacional
En octubre de 1930, Short Brothers comenzó a construir el primero de los tres hidrocanoas S.17 Kent (G-ABFA, llamado Scipio). Fue botado y volado el 24 de febrero de 1931 por el piloto de pruebas jefe de Shorts, J. Lankester Parker, y estuvo en servicio en el Mediterráneo en mayo de ese año. El segundo (G-ABFB, llamado Sylvanus) fue botado el 31 de marzo de 1931; el tercer Kent (G-ABFC, Satyrus) fue botado el 30 de abril del mismo año y voló por primera vez el 2 de mayo siguiente.
Imperial Airways utilizó el avión Kent en las etapas mediterráneas de sus rutas hacia la India y más allá, y también los utilizó para estudiar las rutas planificadas hacia Sudáfrica y Australia.
El 22 de agosto de 1936, el "Scipio", en su regreso desde la India, capotó y se hundió en el " Puerto de Mirabella " (entre la Creta principal y la isla de Spinalonga) después de aterrizar bruscamente, muriendo dos pasajeros. El Sylvanus resultó destruido por un incendio en Bríndisi el 9 de noviembre de 1935. Sólo el Satyrus sobrevivió, fue retirado del servicio y desguazado en junio de 1938.
En 1933, Imperial Airways realizó un pedido de dos aviones terrestres basados en el Kent; conocidos inicialmente como S.17/L y más tarde como L.17, estos se convirtieron en Short Scylla, de los que se construyeron dos ejemplares y recibieron los nombres de "Scylla" y "Syrinx".

## Operadores
Reino Unido
- Imperial Airways

## Especificaciones
Referencia datos: British Civil Aircraft 1919-1972 

### Características generales
- Tripulación: Tres (dos pilotos y un operador de radio/navegante)[10]
- Capacidad: 16 pasajeros
- Longitud: 23,9 m (78,4 ft)
- Envergadura: 34,4 m (113 ft)
- Altura: 8,5 m (28 ft)
- Superficie alar: 245 m² (2637,2 ft²)
- Peso vacío: 9280 kg (20 453,1 lb)
- Peso cargado: 14 515 kg (31 991,1 lb)
- Planta motriz: 4× motor radial de 9 cilindros refrigerado por aire Bristol Jupiter XFBM.
  - Potencia: 414 kW (571 HP; 563 CV) (ajustados a 1200 m (4000 pies)[10]) cada uno.
- Hélices: De cuatro palas

### Rendimiento
- Velocidad máxima operativa (Vno): 220 km/h (137 MPH; 119 kt) a 1500 m (5000 pies)[10]
- Velocidad crucero (Vc): 169 km/h (105 MPH; 91 kt)
- Alcance: 720 km (389 nmi; 447 mi)
- Techo de vuelo: 5300 m (17 388 ft)
- Régimen de ascenso: 4,3 m/s (846 ft/min)

## Aeronaves relacionadas

### Desarrollos relacionados
- Short Calcutta
- Short L.17 Scylla

### Secuencias de designación
- Secuencia S._ (interna de Short, posterior a 1921): ← S.14 - S.15 - S.16 - S.17 - L.17 - S.18 - S.19 →